# 馬魯蘭布區
馬魯蘭布區，是馬達加斯加的行政區，位於該國東部，由阿齊那那那區負責管轄，首府設於馬魯蘭布，面積3,351平方公里，2011年人口141,708，人口密度每平方公里40人。